# 高鈉血症
高鈉血症（英語：Hypernatremia），亦可拼為 hypernatraemia，是描述患者血液中的鈉離子濃度過高的狀態。早期徵象有包含極度的口渴感、無力感、噁心嘔吐及食欲不振。嚴重時病患會出現意識不清、肌肉痙攣及腦部本身或周圍出血的情形。一般人正常的血清鈉濃度應在135至145 mmol/L（135至145 mEq/L）之間，而高鈉血症則通常定義為血清鈉濃度超過145 mmol/L 。嚴重的高血鈉一般則是血清鈉濃度超過 160 mmol/L 。
高鈉血症一般可依據病患的體液狀態分為低、中或高血容性。低血容性高血鈉症可能肇因於流汗、嘔吐、下痢、服用利尿劑，或腎臟病等會造成體液大量流失的情形。中血容性高血鈉症則可能起因於患者發燒、水份攝取過少、長期換氣過度、尿崩症或是鋰鹽中毒等情形。高血容性高血鈉症則可能肇因於血中醛固酮過高，或照護過程中輸注了過量的3%生理食鹽水或碳酸氫钠。偶見是因患者攝取過多鹽分引致。若有血蛋白含量過低的情形，可能會因此誤測有高血鈉。要探究患者高血鈉的潛在原因，通常必須建基於詳實的病史詢問，當肇因不明時，驗尿可幫助發現肇因。
若高鈉血症發生時間在48小時之內，可以靜脈注射生理食鹽水和5%葡萄糖注射液相對快速地校正。對於慢性的高血鈉症，校正速度不可過快，以避免腦水腫的風險。若患者無法飲水，可選用半鹽液進行校正。由於腦部疾病導致的尿崩症引起的高血鈉症，可用藥物去氨加壓素治療。如果尿崩症是由於腎臟問題引起的，可能需要停止服用造成此症狀的藥物。高鈉血症影響0.3-1％的住院人員。高鈉血症最常見於嬰兒，精神狀態受損者和老年人。高鈉血症與死亡風險增加相關，但不清楚是否為原因。

## 外部連結
- Sodium （页面存档备份，存于） at Lab Tests Online